# Raymond Wigg
Jan-Erik Raymond Wigg, född 21 juli 1958 i Ljustorps församling, Västernorrlands län, är en svensk politiker och tidigare landstingsråd i opposition i Stockholms läns landsting. Han representerar Miljöpartiet de gröna. Han bor i Järna i Södertälje. Till yrket är han Waldorflärare.